# Orycteropus
Orycteropus là một chi động vật có vú trong họ Orycteropodidae, bộ Tubulidentata. Chi này được G. Cuvier miêu tả năm 1798. Loài điển hình của chi này là Myrmecophaga capensis Gmelin, 1788 (= Myrmecophaga afra Pallas, 1766).

## Hình ảnh

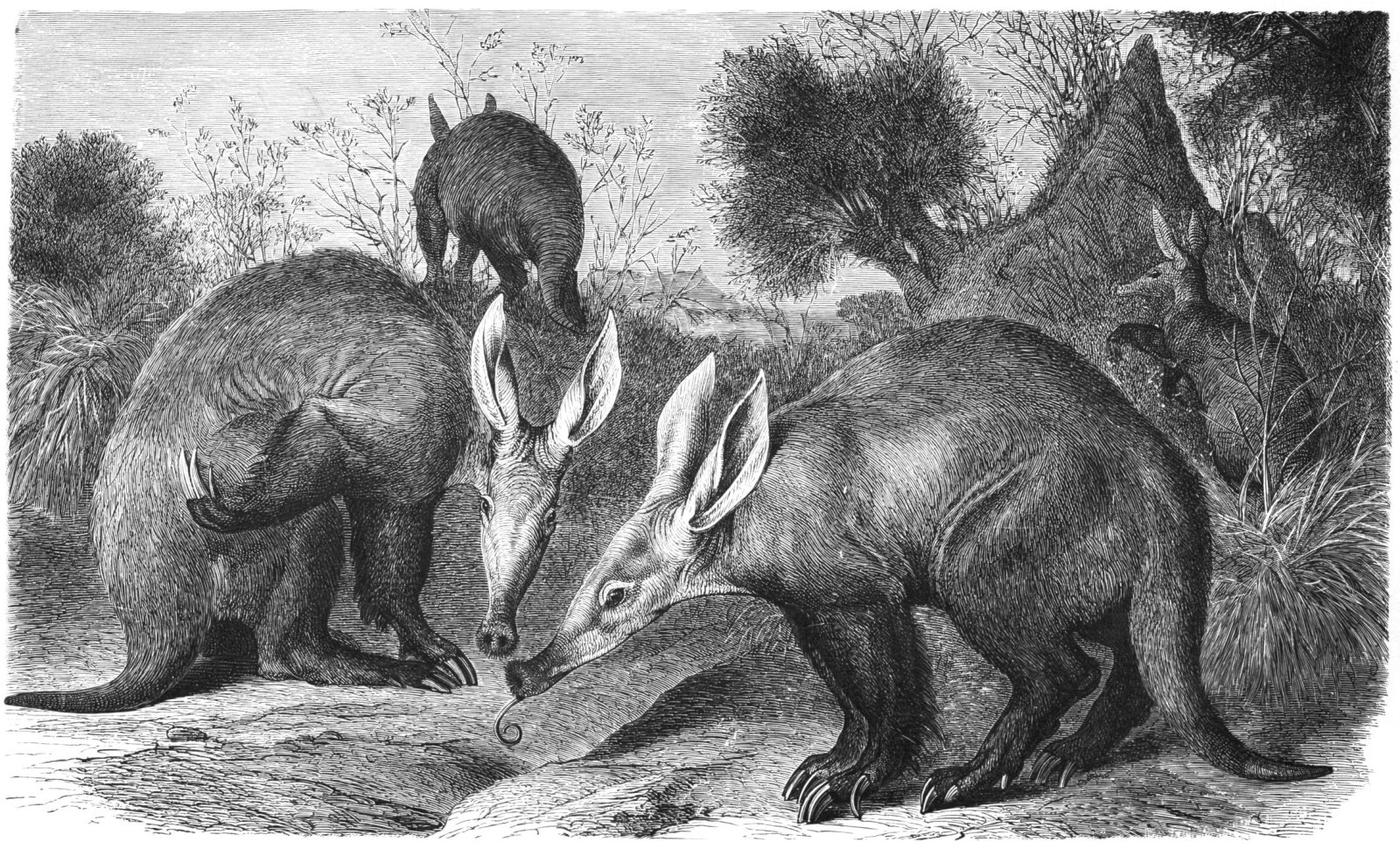

## Các loài
Chi này gồm các loài: